# RCW 108
RCW 108 (również Gum 53) – obszar H II oraz mgławica emisyjna znajdująca się w konstelacji Ołtarza w odległości około 4000 lat świetlnych od Ziemi.

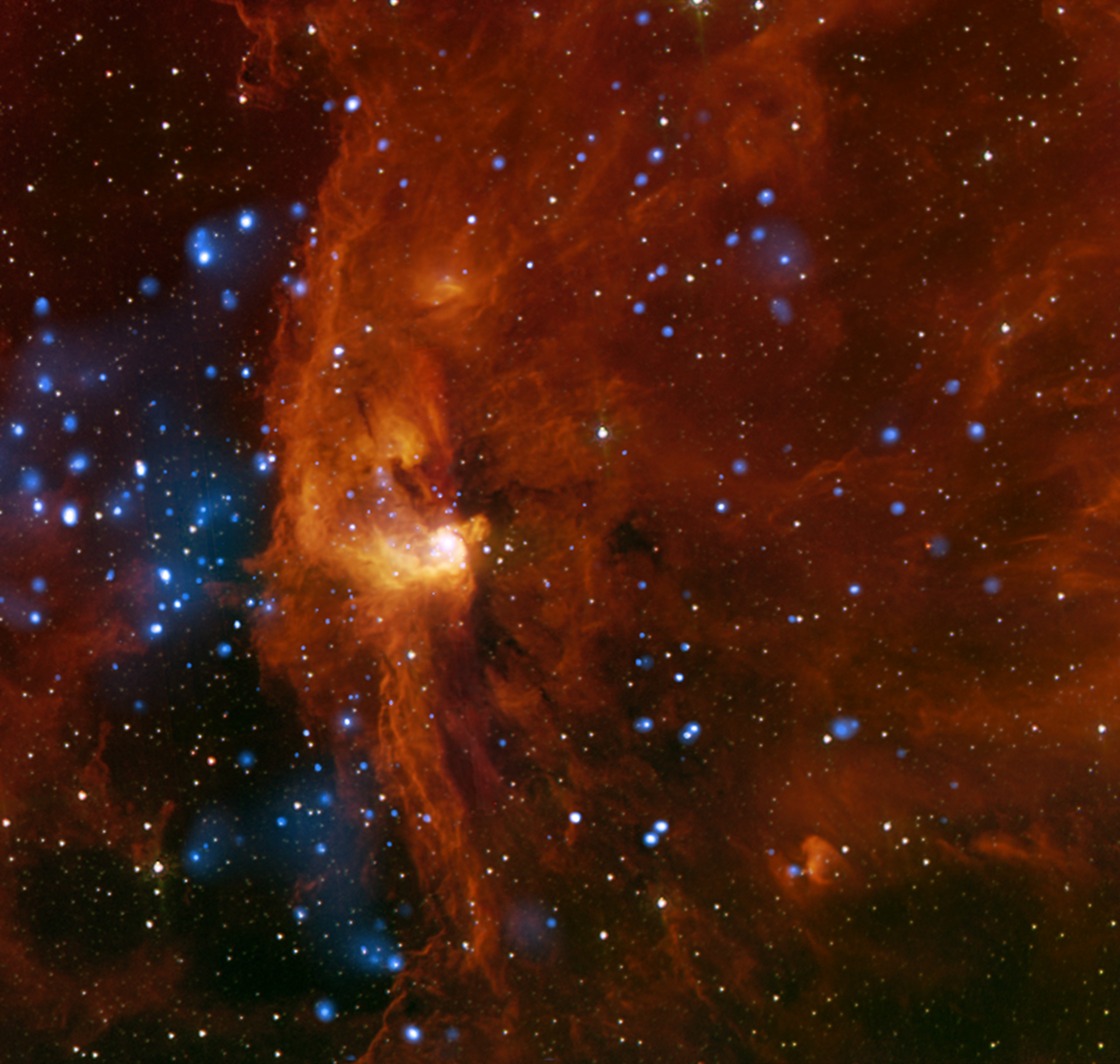
Obszar RCW 108 (Chandra/Spitzer)

RCW 108 to obszar, w którym intensywnie powstają nowe gwiazdy. Powstają one w młodych gromadach otwartych, z których jedna jest głęboko osadzona w obłoku cząsteczkowego wodoru. Narodziny nowych gwiazd zainicjowały znajdujące się w pobliżu młode masywne gwiazdy. Dane na zdjęciu w kolorze niebieskim pokazują informacje uzyskane w paśmie rentgenowskim przez teleskop Chandra oraz w kolorze czerwonym i pomarańczowym ukazują promieniowanie podczerwone zarejestrowane przez teleskop Spitzera.
RCW 108 zawiera ponad 400 źródeł promieniowania rentgenowskiego. Około 90% tych źródeł należy do kompleksu, pozostałe to obiekty leżące za lub przed obłokiem. Wiele gwiazd RCW 108 posiada gwałtowne flary podobne do występujących w innych obszarach aktywnego formowania gwiazd. Gazy i pył zatrzymują większość promieniowania rentgenowskiego pochodzącego od młodych gwiazd w centrum obrazu, co powoduje, że Chandra obserwuje w tym rejonie stosunkowo niewielką liczbę źródeł rentgenowskich. Dane uzyskane teleskopem Spitzera odkrywają położenie ukrytej gromady gwiazd, ukazanej jako jasny węzeł czerwieni i pomarańczu na lewo od centrum obrazu. Na zdjęciu znalazły się również gwiazdy większej gromady NGC 6193 widoczne po lewej stronie zdjęcia. Masywne, gorące gwiazdy tej gromady niszczą gęste obłoki znajdujące się we wnętrzu RCW 108.
Wspólne dane obu teleskopów wskazują, że w tym rejonie znajduje się więcej kandydatów na masywne gwiazdy niż do tej pory sądzono. Wskazuje to na to, że niektóre rejony wewnątrz obszaru RCW 108 przeszły już lokalne epizody formowania gwiazd. Proces ten został zainicjowany przez promieniowanie gwiazd należących do gromady NGC 6193. Promieniowanie gwiazd spowodowało kompresję obłoków molekularnych w RCW 108, następnie obłoki te zaczęły się zapadać, aż rozpoczął się proces formowania nowych gwiazd.